# Parentia kiwarrak
Parentia kiwarrak är en tvåvingeart som beskrevs av Daniel J. Bickel 1994. Parentia kiwarrak ingår i släktet Parentia och familjen styltflugor. Inga underarter finns listade i Catalogue of Life.